# 살림의 신
《살림의 신》는 JTBC의 교양 프로그램이다. 살림 잘하기로 소문난 일반인 주부 출연자들이 각각 'OLD팀'과 'NEW팀'으로 나눠 자신만의 살림 비법을 설명하며 살림 정보를 제공하는 프로그램이다.

## 방송 시간
| 방송 채널 | 프로그램명 | 방송 기간                         | 방송 시간            | 시즌   |
| JTBC      |            |                                   |                      |        |
| --------- | ---------- | --------------------------------- | -------------------- | ------ |
| JTBC      | 살림의 신  | 2013년 10월 23일 ~ 2014년 1월 8일 | 수요일 오후 6시 50분 | 시즌 1 |
| JTBC      | 살림의 신  | 2014년 5월 14일 ~ 2014년 7월 22일 | 화요일오후 6시55분   | 시즌2  |

2014년10월 8일 ~ 2014년 12월 10일 ||수요일오후6시40분||시즌3

### 진행mc
- 1대 : 정지영 - 2013년 10월 23일 ~ 2014년 1월 8일
- 2대/3대 : 박지윤 - 2014년 5월 14일 ~ 2014년 7월 22일, 2014년 10월 8일 ~ 2014년12월 10일